# Ананьевское городище
Ананьевское городище — многослойное горное городище, которое находится в 5 км юго-западнее железнодорожной станции Виневитино Надеждинского района Приморского края России и в 12 км северо-западнее устья реки Раздольной. Археологический объект культуры чжурчжэней средневекового государства Восточное Ся (1215—1234). Название получено по географическому признаку: городище располагается на восточной оконечности горного отрога Сихотэ-Алиня в долине реки Ананьевки (до 1972 Эльдуга Большая) — правого притока Раздольной.
Появление Ананьевского укрепления связано с насаждением (предположительно с начала XIII в.) на землях Приморья военно-земледельческих поселений чжурчжэней, которым правительство на льготных условиях выделяло казённые наделы, тягловый скот и сельскохозяйственный инвентарь и, которые, обеспечивая себя всем жизненно необходимым, выполняли охранные функции и укрепляли свою государственность на северо-востоке.

## Описание
Городище было открыто в 1972 году археологом В. А. Татарниковым. В 1973 году под руководством Э. В. Шавкунова начались раскопки этого памятника; в 1976—1996 годах — продолжились под руководством археолога В. А. Хорева. Природно-территориальное окружение Ананьевского городища позволяло в этой местности заниматься земледелием, скотоводством, охотой, рыболовством, собирательством. Здесь проходил торговый путь из губернии Хэлань в губернию Сюйпинь и военный гарнизон крепости охранял подходы к Краснояровскому городищу (предположительно центру губернии Сюйпинь), расположенному в 40 км к северо-востоку.
Двухслойное городище площадью 10,5 га имеет: нижний культурный слой, относящийся к периоду империи Цзинь (1115—1234), верхний — к периоду государства Восточное Ся (1215—1234).

### Нижний слой
Жилища нижнего строительного слоя занимали широкую и наиболее пологую часть склона распадка. Одна группа располагалась вдоль края оврага, другая — в восточной части городища. В нижнем слое обнаружено 32 жилища, имеющие форму прямоугольников площадью 16—25 м2 с простой Г- или П-образной печью-каном, без обвалования стен. Стратиграфически нижний слой горизонта связан с жёлтым, серым или тёмно-серым суглинком с дресвой. Часть жилищ была разрушена лишь для постройки на их месте новых, другие были брошены без последующих построек, а некоторые функционировали до гибели городища.

### Верхний слой
Застройка территории верхнего горизонта производилась строго по плану. Жилища располагались правильными рядами на возвышенных участках. Расстояние между соседними жилищами в каждом ряду составляло 3—3,5 м. Стратиграфически верхний слой связан с жёлтым или светло-жёлтым суглинком. Пол выполнен из рыхлой дресвы или из прочной скальной породы. Наземная часть жилищ деревянная с двухскатными крышами. Топились «по-белому», как и в нижнем слое. Большинство жилищ уничтожено пожаром, но не разграблено и содержали много ценных находок.
Наличие двух строительных горизонтов показывает довольно спокойный переход от империи Цзинь к Восточному Ся. При захвате поселений монголами обычно устраивались поджоги и разграбления, а в этом случае жилища оставлены со всеми вещами.